# Länsisalmi
Länsisalmi (en suédois : Västersundom) est un quartier de Vantaa, une des principales villes de l'agglomération d'Helsinki (Finlande).